# Pandan (Antique)
Pandan es un municipio filipino de cuarta clase, perteneciente a la provincia de Antique, en las Bisayas Occidentales.

## Historia
Hacia mediados del siglo XIX, el lugar tenía contabilizada una población de 2807 habitantes, repartidos en 574 casas. Aparece descrito en el segundo volumen del Diccionario geográfico, estadístico, histórico de las Islas Filipinas (1851) de Manuel Buzeta Núñez y Felipe Bravo con las siguientes palabras:

PANDAN: pueblo con cura y gobernadorcillo, en la isla de Panay, prov. de Antique, dióc. de Cebú; sit. en los 125° 37' 30" long. 11° 42' 50" lat. al pié de la cordillera que viene á formar la punta Poto y divide las prov. de Capiz y Antique, bajo un clima no muy cálido, y saludable. Tiene unas 574 casas, la parroquial y la de comunidad llamada tambien tribunal, donde se halla la cárcel. La igl. parroquial es de buena fábrica y su administracion espiritual está á cargo de un cura secular. Confina el térm. por S. con el de Culasi, cuyo pueblo dista unas 5 leg.; por E. con la referida cordillera que marca el confin de la prov. de Capiz, y por O. y N. con el mar. El terr. es montuoso aunque no faltan buenas llanuras por la parte que está hácia la costa; en los montes abundan las maderas para construccion y de ebanistería, la caza, la miel y la cera. La pesca, la agricultura, la caza y la fabrica, cion de algunas telas para los usos domésticos, es loq ue forma la ind.: prod. ajonjolí, maiz, algodon, abacá, legumbres, frutas y mucho arroz, siendo este último artículo el que forma su principal com., pobl. 2,807 almas.
(Buzeta y Bravo, 1851, p. 386)

En 2020, tenía censados 35 965 habitantes.